# Massimiliano Salini
Pour les articles homonymes, voir Salini.
Massimiliano Salini, né le 11 mars 1973 à Soresina, est un homme politique italien membre de Forza Italia, élu député européen le 25 mai 2014.
Il est président de la province de Crémone de 2009 à 2014.